# Den andra arbetarrörelsen
Den andra arbetarrörelsen är en term som använts för att beskriva den del av arbetarklassen (i regel okvalificerade arbetare) som inte anslöt sig till socialdemokratiska eller leninistiska partier och fackföreningar. 
I motsättning till metallarbetarna och funktionärerna i det tyska metallarbetareförbundet identifierar de okvalificerade arbetarna sig inte med produktionsprocessens arbetsförlopp och arbetsinnehåll. De är barbariska och ociviliserade, de avlägger inga besök i arbetarnas bildningsföreningar, de upprättar inte någon status quo till kapitalet, som skulle kunna bilda utgångspunkt för en "socialistisk" strategi för en påskyndad industriell utveckling. De är pöbel ("Mob"), oberäkneliga, aggressiva, har nära till våld och är "opolitiska". Deras fluktuationsgrad är hög, de utgör ett konglomerat av många nationaliteter. Med "tukthusföreskrifter" och socialistlagar kommer man dem inte till livs. I den mån de – förutom i sina reella strider – vänder sig mot den fackliga reformismen, förespråkar de en proletär självorganisering, som bekämpar åtskillnaden mellan politiska och fackliga organisationer från grunden, och som tar den revolutionära fabriksorganiseringen till utgångspunkt för det proletära upproret.
Övervakningen är krisstatens centrala svar på tendenser hos en större minoritet inom klassen, att ta upp kampen på fabrikerna utan institutionell förmedling och att ute i samhället ta för sig av de sociala rikedomarna.